# خرس د لس کابایرس
خرس د لس کابایرس (به اسپانیایی: Jerez de los Caballeros) یک شهرستان در اسپانیا است که در استان باداخس واقع شده‌است.

## خصوصیات
خرس د لس کابایرس ۷۴۰ کیلومترمربع مساحت و ۹٬۸۷۰ نفر جمعیت دارد و ۵۰۶ متر بالاتر از سطح دریا واقع شده‌است.